# Rosegarden

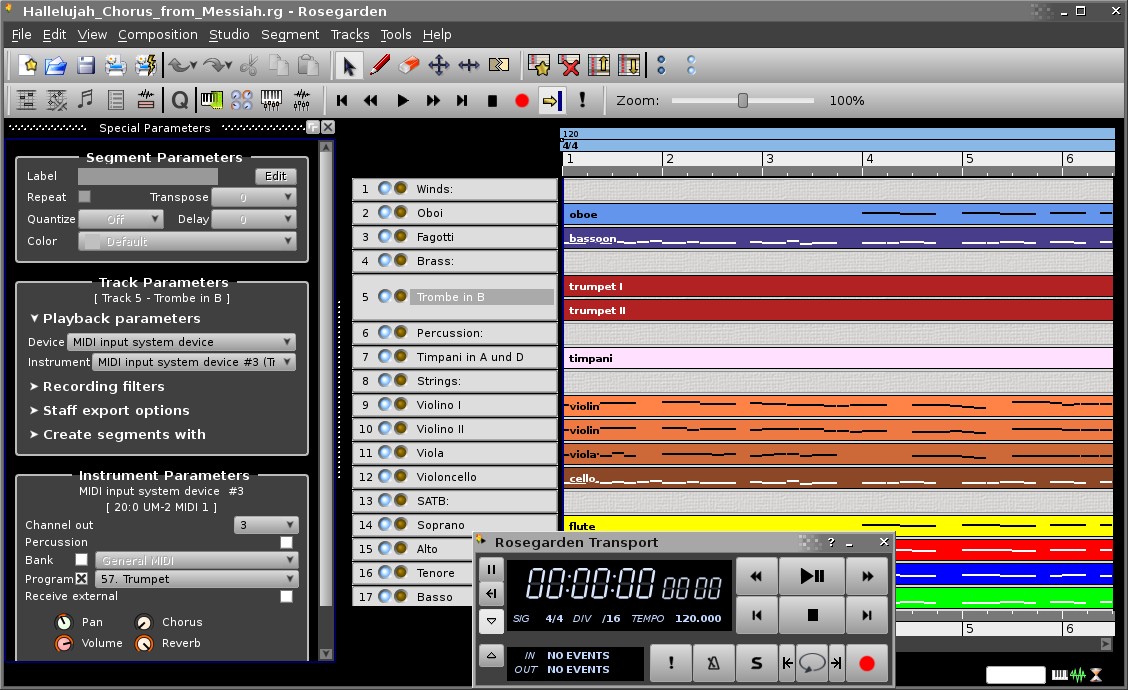

Rosegarden是一个免费的开源数字音频工作站(DAW)程序，适用于Linux操作系统，采用ALSA和Qt 4编写。它可以作为MIDI音序器、乐谱编写器等数字音乐制作器使用。
Rosegarden的目标是成为Cubase等应用程序的免费替代品。
Rosegarden的软件合成器可以作为插件使用，可用外部的MIDI合成器、硬件或软件（如FluidSynth或TiMidity++），以便使用MIDI作曲时可以听到声音。最新版本的Rosegarden支持DSSI软件合成器插件接口，并可以通过适配器使用一些Windows VST插件。

## 开发历史
Rosegarden程序最初被命名为Rosegarden-4，以区别于同一作者以前的程序Rosegarden 2.1(现在被称为X11 Rosegarden)。X11 Rosegarden功能非常有限，但在各种类Unix操作系统和其他平台（如OpenVMS）上是稳定的。相比之下，由于 Rosegarden（-4） 使用的是 Linux ALSA 系统，它在非 Linux 系统上表现并不尽如人意。
Rosegarden项目始于1993年的巴斯大学。Rosegarden 2.1 (X11 Rosegarden)于1997年发布; Rosegarden(-4)的开发始于2000年4月。版本1.0于2005年2月14日发布，版本1.2.4于2006年7月14日发布。
自2010年2月10日起，版本编号不再按照数字排列，取而代之的是相应版本的发布年份。

## 软件开发者
Rosegarden由Chris Cannam, Richard Bown和Guillaume Laurent开发了1.0及以下的版本。
自2005年2月14日1.0版本发布以后，每个版本都由不同的成员开发。

## 产品特性
- MIDI和音频回放功能
- 通过ALSA和JACK]的录音功能
- 拥有钢琴纸卷（Piano roll)、乐谱、事件列表和轨道概述编辑器
- DSSI合成和音频效果插件支持，包括Windows VST效果和虚拟乐器插件(dssi-vst)提供的乐器音效支持
- LADSPA音频效果插件支持
- JACK传输支持与其他软件同步
- 能够在没有JACK的情况下构建和运行，仅用于midi
- 性能MIDI数据评分解读
- 可导出 .rgd 文件
- 音频和MIDI混频器
- MIDI和Hydrogen文件导入
- MIDI、Csound、LilyPond和MusicXML文件导出(包括PostScript和PDF输出文件生成配乐)
- 支持多種語言，包括：俄语、西班牙语、德语、法语、威尔士语、意大利语、瑞典语、爱沙尼亚语、日语、简体中文、荷兰语、波兰语、捷克语、加泰罗尼亚语和芬兰语，英式英语和美式英语
- 帮助文档可被部分或全部翻译为德语、瑞典语、日语和英语

## 另请参阅
- GNU LilyPond
- MuseScore